# Samtgemeinde Börde Lamstedt
Die Samtgemeinde Börde Lamstedt ist eine Samtgemeinde im Landkreis Cuxhaven in Niedersachsen. In ihr haben sich fünf Gemeinden zur Erledigung ihrer Verwaltungsgeschäfte zusammengeschlossen. Der Sitz der Samtgemeinde befindet sich in Lamstedt.

## Geografie
Samtgemeindegliederung
Die Samtgemeinde setzt sich aus den folgenden fünf Mitgliedsgemeinden (Einwohner am 31. Dezember 2023) zusammen:
- Armstorf (707)
- Hollnseth (842)
- Lamstedt (3.341)
- Mittelstenahe (587)
- Stinstedt (522)

## Geschichte
Die Samtgemeinde besteht erst seit den 1960er Jahren. Allerdings kann sie auf eine lange gemeinsame Geschichte zurückblicken. Lamstedt wurde erstmals im Jahre 1115 als parochia lamstede in Kirchenunterlagen erwähnt. Archäologische Funde weisen aber aus, dass die Börde schon wesentlich früher besiedelt gewesen sein muss. Sie ist im Vörder Register um 1500 niedergeschrieben und damit namentlich erstmals erwähnt. Dabei handelte es sich aber noch nicht um die kommunale Einheit, sondern um die Pfarrei (Parochia).
Im Jahr 1746 wird ein Gevollmächtigter für die Börde Lamstedt erwähnt. Er war dem Amtmann in Bremervörde für eine ordentliche Gemeindeverwaltung verantwortlich. Vor mehr als einhundert Jahren war die Samtgemeinde Lamstedt für eine Armenhausverwaltung zuständig. Bis 1934 war die Samtgemeinde unter der Bezeichnung „Sparkasse der Börde Lamstedt“ Gewährsträger der örtlichen Sparkasse.
Am 27. Februar 1963 schlossen sich 13 der damals 16 Gemeinden der Börde Lamstedt auf freiwilligen Basis zu einer Samtgemeinde zusammen. Stinstedt trat am 19. Juni 1967, Armstorf am 1. Januar 1969 und Nindorf am 1. Januar 1970 bei. Mit der Verwaltungs- und Gebietsreform von 1972 verringerte sich die Anzahl Gemeinden auf fünf.

### Namensherkunft
Der Begriff Börde leitet sich vom plattdeutschen bören ab. Er bedeutet so viel wie tragen oder heben. Die Börde war früher ein Bezirk, dessen Einwohner gemeinsam die öffentlichen Lasten zu bören, das heißt zu tragen hatten. Eine treffende Übersetzung des Wortes Börde ist daher Steuerhebebezirk.

### Einwohnerentwicklung
| Jahr      | 1987  | 1992  | 1997  | 2002  | 2007  | 2008  | 2009  | 2010  | 2011  | 2013  |
| --------- | ----- | ----- | ----- | ----- | ----- | ----- | ----- | ----- | ----- | ----- |
| Einwohner | 5.703 | 5.838 | 6.051 | 6.129 | 6.130 | 6.084 | 5.991 | 5.930 | 5.931 | 6.028 |

(jeweils zum 31. Dezember)
|  |

## Politik

### Samtgemeinderat
Der Samtgemeinderat der Samtgemeinde Börde Lamstedt besteht aus 18 Ratsfrauen und Ratsherren. Dies ist die festgelegte Anzahl für eine Gemeinde mit einer Einwohnerzahl zwischen 6.001 und 7.000 Einwohnern. Die 18 Ratsmitglieder werden durch eine Kommunalwahl für jeweils fünf Jahre gewählt. Die aktuelle Amtszeit begann am 1. November 2021 und endet am 31. Oktober 2026.
Stimmberechtigt im Samtgemeinderat ist außerdem der hauptamtliche Samtgemeindebürgermeister.
Das Ergebnis der letzten Kommunalwahl am 12. September 2021 ergab folgende Sitzverteilung:
| Samtgemeinderat 2021Insgesamt 18 Sitze - SPD: 2 - Grüne: 1 - BL: 8 - WfBL: 2 - CDU: 5 |

| Wahljahr | BL                                                                                              | CDU | SPD | WfBL | Grüne | Gesamt   |
| -------- | ----------------------------------------------------------------------------------------------- | --- | --- | ---- | ----- | -------- |
| 2021     | 8                                                                                               | 5   | 2   | 2    | 1     | 18 Sitze |
| 2016     | –                                                                                               | 14  | 4   | –    | –     | 18 Sitze |
|          | __________________________ BL: Bürgerliste Börde Lamstedt WfBL: WG „Wir für die Börde Lamstedt“ |     |     |      |       |          |

### Samtgemeindebürgermeister
Der Samtgemeindebürgermeister der Börde Lamstedt ist seit 2016 Holger Meyer (parteilos). Bei der Bürgermeisterwahl 2021 wurde er mit 78,40 Prozent der Stimmen ohne Gegenkandidaten im Amt bestätigt.

### Chronik der Samtgemeindebürgermeister
- Werner Otten (2001–2016), Parteimitglied der CDU
- Holger Meyer (2016–2024), parteilos
- Frank Springer (seit 2024), parteilos

### Wappen
| Wappen von Samtgemeinde Börde Lamstedt | Blasonierung: „In mit sechzehn roten Kreisfeldern belegtem silbernen Bord; in Grün ein niedersächsisches Bauernhaus mit rotem Fachwerk, silbernen Balken und Türen, silbernem Tor und goldenem Dach.“             |
| Wappen von Samtgemeinde Börde Lamstedt | Wappenbegründung: Die Kreisfelder versinnbildlichen die ursprünglich sechzehn Gemeinden der Samtgemeinde Börde Lamstedt. Das Bauernhaus weist auf ein Wahrzeichen der Samtgemeinde, das Bördemuseum Lamstedt hin. |

### Gemeindepartnerschaften
- Władysławowo, Gemeinde in Polen, seit dem 6. Juni 1992

## Wirtschaft und Infrastruktur
Die Börde Lamstedt ist stark landwirtschaftlich strukturiert. Ein wichtiger Wirtschaftszweig ist die Milchviehhaltung und -produktion. Mehr als 12.000 Milchkühe stehen in der Samtgemeinde den rund 6.000 Einwohnern gegenüber.
Das Bördemuseum Lamstedt, ein Wohn-/ Wirtschaftsgebäude von 1848, 1964 zum heutigen Standort versetzt, ist ein Museum mit bäuerlichen Kulturgütern und den überlieferten Trachten der Geestbewohner.